# ميرانو (إيطاليا)
ميرانو هي بلدة و بلدية للتقسيم الإداري المحلي واقعة في مدينة ميتروبيلان البندقية, فينيتو, في إيطاليا.

## سكانها
- لويجي بروجنارو (من مواليد 1961)، هو سياسي وعمدة البندقية الحالي (منذ 2015)
- فيدريكا بيليقريني (من مواليد 1988)،وهو سباح أولمبي، والذي حصل على العديد من الأرقام القياسية العالمية ومنها الميدالية الذهبية الأولمبية.
- ميشيل كامباجنارو (من مواليد 1993، هو لاعب الرجبي الدولي، وواحد من رؤساء فريق إكستر لرياضة الرجبي.
- ألبيرتو موندي (من مواليد 1984)، واحد من المشاهير في كوريا